# Mickaël Crispin
Mickaël Crispin, né le 7 avril 1998 à Milizac, est un coureur cycliste français spécialiste du cyclo-cross.

## Biographie

### Carrière
Après avoir été  sacré champion de France de cyclo-cross cadets en 2014, il signe un contrat avec la formation amateure de l'OC Locminé pour deux saisons. En 2016, Crispin termine à la deuxième place du championnat du monde de cyclo-cross juniors. En 2019, il est sacré champion d'Europe de cyclo-cross dans la catégorie espoirs. En 2021, il intègre la formation de Steve Chainel pour deux ans. À la fin de son contrat, il rejoint l'équipe Philippe Wagner Cycling. 
Depuis 2021, Crispin participe à des courses sur route ; en 2022, il remporte la première étape du Tour du Roannais et s'empare du maillot de leader. Il perd ce maillot dès le lendemain à l'issue du contre-la-montre.

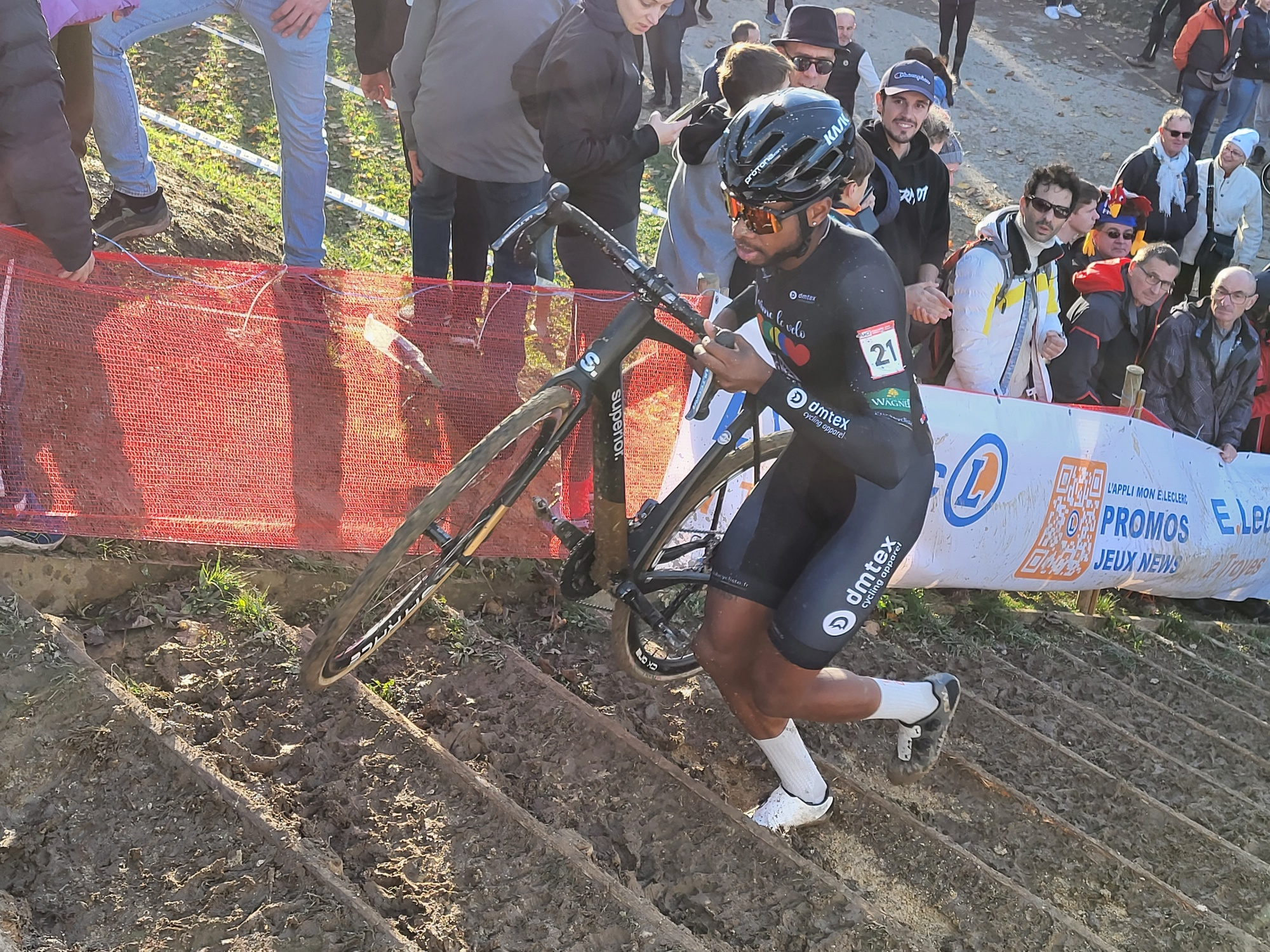
Mickaël Crispin à l'occasion du Cyclo-cross de Troyes en 2023.

## Palmarès en cyclo-cross

### Par saison
- 2013-2014
  -  Champion de France de cyclo-cross cadets
- 2014-2015
  - Classement général de la Coupe de France juniors
- 2015-2016
  -  Médaillé d'argent du championnat du monde de cyclo-cross juniors
  - 5e de la Coupe du monde de cyclo-cross juniors
- 2017-2018
  - 3e du classement général de la Coupe de France espoirs
- 2019-2020
  -  Champion d'Europe de cyclo-cross espoirs
  - Classement général de la Coupe de France espoirs
    - Coupe de France espoirs #2, Andrézieux-Bouthéon
    - Coupe de France espoirs #3, Bagnoles-de-l'Orne

  - 2e du championnat de France de cyclo-cross espoirs
- 2023-2024
  - Grand Prix Selce, Selce
  - Grand Prix Podbrezová, Podbrezová

## Palmarès sur route

### Par saison
- 2022
  - 1re étape du Tour du Pays Roannais

### Classements mondiaux
| Année                                 | 2022  |
| ------------------------------------- | ----- |
| Classement mondial                    | 2510e |
| UCI Europe Tour                       | 1534e |
|                                       |       |
| Légende : nc = non classéSource : UCI |       |